# Leader dell'opposizione (Regno Unito)
Il leader dell'opposizione più leale di Sua Maestà (in inglese Leader of His Majesty's Most Loyal Opposition), più comunemente noto come leader dell'opposizione (Leader of the Opposition), è il membro del Parlamento che guida l'opposizione ufficiale nel Regno Unito. È il leader del principale partito politico che non è al governo, che di solito è il secondo partito più rappresentato alla Camera dei comuni.
Il leader dell'opposizione è considerato il primo ministro alternativo. È il capo del Gabinetto ombra e un membro del Consiglio privato. La funzione fu creata nel marzo 1807 e formalizzata nel luglio 1937.
L'attuale leader dell'opposizione è Kemi Badenoch, leader del Partito Conservatore.

## Elenco
La tabella elenca le persone che erano, o che agivano come, i leader dell'opposizione nelle due Camere del Parlamento dal 1807, prima delle quali l'incarico è stato ricoperto da Charles James Fox per decenni.
I leader delle due Camere avevano lo stesso status, prima del 1911, a meno che uno non fosse il primo ministro più recente per il partito. Tale ex primo ministro era considerato il capo generale dell'opposizione. Dal 1911 il capo dell'opposizione alla Camera dei Comuni fu considerato il capo generale dell'opposizione.
A causa della frammentazione di entrambi i principali partiti nel 1827-1830, i leader e i principali partiti di opposizione suggeriti per quegli anni sono provvisori.
| Data              | Partito                                          | Partito      | Leader dell'opposizione Camera dei comuni        | Leader dell'opposizione Camera dei comuni | Leader dell'opposizione Camera dei lord          | Leader dell'opposizione Camera dei lord |
| ----------------- | ------------------------------------------------ | ------------ | ------------------------------------------------ | ----------------------------------------- | ------------------------------------------------ | --------------------------------------- |
| maggio 1807       |                                                  | Whig         | Charles Grey, II conte Grey                      |                                           | William Grenville, I barone Grenville            |                                         |
| 14 novembre 1807  | Vacante                                          | Vacante      |                                                  |                                           | William Grenville, I barone Grenville            |                                         |
| 1808              | George Ponsonby                                  | Whig         |                                                  |                                           | William Grenville, I barone Grenville            |                                         |
| luglio 1817       | vacante                                          | vacante      |                                                  |                                           | William Grenville, I barone Grenville            |                                         |
| 1817              | vacante                                          | vacante      | Charles Grey, II conte Grey                      |                                           |                                                  |                                         |
| 1818              | George Tierney                                   |              | Charles Grey, II conte Grey                      |                                           |                                                  |                                         |
| 23 gennaio 1821   | vacante                                          | vacante      | Charles Grey, II conte Grey                      |                                           |                                                  |                                         |
| 1824              | vacante                                          | vacante      | Henry Petty-Fitzmaurice, V marchese di Lansdowne |                                           |                                                  |                                         |
| aprile 1827       |                                                  | Tory         | Sir Robert Peel                                  |                                           | Arthur Wellesley                                 |                                         |
| gennaio 1828      |                                                  | Whig         | vacante                                          | vacante                                   | Henry Petty-Fitzmaurice, V marchese di Lansdowne |                                         |
| febbraio 1830     | John Spencer, V conte Spencer                    | Whig         |                                                  |                                           | Henry Petty-Fitzmaurice, V marchese di Lansdowne |                                         |
| novembre 1830     |                                                  | Tory         | Sir Robert Peel                                  |                                           | Arthur Wellesley                                 |                                         |
| novembre 1834     |                                                  | Whig         | John Russell, I conte di Russell                 |                                           | William Lamb, II visconte Melbourne              |                                         |
| aprile 1835       |                                                  | Conservatore | Sir Robert Peel                                  |                                           | Arthur Wellesley                                 |                                         |
| agosto 1841       |                                                  | Whig         | John Russell                                     |                                           | William Lamb, II visconte Melbourne              |                                         |
| ottobre 1842      | Henry Petty-Fitzmaurice, V marchese di Lansdowne | Whig         | John Russell                                     |                                           |                                                  |                                         |
| luglio 1846       |                                                  | Conservatore | Lord George Bentinck                             |                                           | Edward Stanley, XIV conte di Derby               |                                         |
| 10 febbraio 1848  | Charles Manners                                  | Conservatore |                                                  |                                           | Edward Stanley, XIV conte di Derby               |                                         |
| 4 marzo 1848      | vacante                                          | Conservatore |                                                  |                                           | Edward Stanley, XIV conte di Derby               |                                         |
| febbraio 1849     | Charles Manners e Benjamin Disraeli              | Conservatore |                                                  |                                           | Edward Stanley, XIV conte di Derby               |                                         |
| 1851              | Benjamin Disraeli                                | Conservatore |                                                  |                                           | Edward Stanley, XIV conte di Derby               |                                         |
| febbraio 1852     |                                                  | Whig         | John Russell                                     |                                           | Henry Petty-Fitzmaurice, V marchese di Lansdowne |                                         |
| dicembre 1852     |                                                  | Conservatore | Benjamin Disraeli                                |                                           | Edward Smith-Stanley, XIV conte di Derby         |                                         |
| febbraio 1858     |                                                  | Whig         | Visconte Henry Temple                            |                                           | George Leveson-Gower, II conte di Granville      |                                         |
| giugno 1859       |                                                  | Conservatore | Benjamin Disraeli                                |                                           | Edward Smith-Stanley, XIV conte di Derby         |                                         |
| giugno 1866       |                                                  | Liberale     | William Ewart Gladstone                          |                                           | John Russell                                     |                                         |
| dicembre 1868     | George Leveson-Gower, II conte di Granville      | Liberale     | William Ewart Gladstone                          |                                           |                                                  |                                         |
| dicembre 1868     |                                                  | Conservatore | Benjamin Disraeli                                |                                           | James Harris, III conte di Malmesbury            |                                         |
| febbraio 1869     | Hugh Cairns                                      | Conservatore | Benjamin Disraeli                                |                                           |                                                  |                                         |
| febbraio 1870     | Charles Gordon-Lennox, VI duca di Richmond       | Conservatore | Benjamin Disraeli                                |                                           |                                                  |                                         |
| febbraio 1874     |                                                  | Liberale     | William Ewart Gladstone                          |                                           | George Leveson-Gower, II conte di Granville      |                                         |
| febbraio 1875     | Spencer Cavendish, VIII duca di Devonshire       | Liberale     |                                                  |                                           | George Leveson-Gower, II conte di Granville      |                                         |
| aprile 1880       |                                                  | Conservatore | Stafford Northcote, I conte di Iddesleigh        |                                           | Benjamin Disraeli                                |                                         |
| maggio 1881       | Robert Gascoyne-Cecil, III marchese di Salisbury | Conservatore | Stafford Northcote, I conte di Iddesleigh        |                                           |                                                  |                                         |
| giugno 1885       |                                                  | Liberale     | William Ewart Gladstone                          |                                           | George Leveson-Gower, II conte di Granville      |                                         |
| febbraio 1886     |                                                  | Conservatore | Michael Hicks Beach, I conte St Aldwyn           |                                           | Robert Gascoyne-Cecil, III marchese di Salisbury |                                         |
| luglio 1886       |                                                  | Liberale     | William Ewart Gladstone                          |                                           | George Leveson-Gower, II conte di Granville      |                                         |
| aprile 1891       | John Wodehouse, I conte di Kimberley             | Liberale     | William Ewart Gladstone                          |                                           |                                                  |                                         |
| agosto 1892       |                                                  | Conservatore | Arthur Balfour                                   |                                           | Robert Gascoyne-Cecil, III marchese di Salisbury |                                         |
| giugno 1895       |                                                  | Liberale     | Sir William Harcourt                             |                                           | Archibald Primrose, V conte di Rosebery          |                                         |
| gennaio 1897      | John Wodehouse, I conte di Kimberley             | Liberale     | Sir William Harcourt                             |                                           |                                                  |                                         |
| 6 febbraio 1899   | John Wodehouse, I conte di Kimberley             | Liberale     | Sir Henry Campbell-Bannerman                     |                                           |                                                  |                                         |
| 1902              | John Spencer, V conte Spencer                    | Liberale     | Sir Henry Campbell-Bannerman                     |                                           |                                                  |                                         |
| 1905              | George Robinson, I marchese di Ripon             | Liberale     | Sir Henry Campbell-Bannerman                     |                                           |                                                  |                                         |
| 5 dicembre 1905   |                                                  | Conservatore | Arthur Balfour                                   |                                           | Henry Petty-Fitzmaurice, V marchese di Lansdowne |                                         |
| 1906              | Joseph Chamberlain                               | Conservatore |                                                  |                                           | Henry Petty-Fitzmaurice, V marchese di Lansdowne |                                         |
| 1906              | Arthur Balfour                                   | Conservatore |                                                  |                                           | Henry Petty-Fitzmaurice, V marchese di Lansdowne |                                         |
| 13 novembre 1911  | Bonar Law                                        | Conservatore |                                                  |                                           | Henry Petty-Fitzmaurice, V marchese di Lansdowne |                                         |
| 25 maggio 1915    |                                                  |              | vacante                                          | vacante                                   | vacante                                          | vacante                                 |
| 19 ottobre 1915   |                                                  | Conservatore | Barón Edward Carson                              |                                           | vacante                                          | vacante                                 |
| 6 dicembre 1916   |                                                  | Liberale     | H. H. Asquith                                    |                                           | Robert Crewe-Milnes, I marchese di Crewe         |                                         |
| 3 febbraio 1919   | Sir Donald Maclean                               | Liberale     |                                                  |                                           | Robert Crewe-Milnes, I marchese di Crewe         |                                         |
| 1920              | H. H. Asquith                                    | Liberale     |                                                  |                                           | Robert Crewe-Milnes, I marchese di Crewe         |                                         |
| 21 novembre 1922  |                                                  | Laburista    | Ramsay MacDonald                                 |                                           | Vacante                                          | Vacante                                 |
| 22 gennaio 1924   |                                                  | Conservatore | Stanley Baldwin                                  |                                           | George Curzon, I marchese Curzon di Kedleston    |                                         |
| 4 novembre 1924   |                                                  | Laburista    | Ramsay MacDonald                                 |                                           | Richard Burton Haldane                           |                                         |
| 1928              | Lord Charles Cripps                              | Laburista    | Ramsay MacDonald                                 |                                           |                                                  |                                         |
| 5 giugno 1929     |                                                  | Conservatore | Stanley Baldwin                                  |                                           | James Gascoyne-Cecil, IV marchese di Salisbury   |                                         |
| 1930              | Douglas Hogg                                     | Conservatore | Stanley Baldwin                                  |                                           |                                                  |                                         |
| agosto 1931       |                                                  | Laburista    | Arthur Henderson                                 |                                           | Charles Cripps                                   |                                         |
| novembre 1931     | George Lansbury                                  | Laburista    |                                                  | Lord Arthur Ponsonby                      |                                                  |                                         |
| 25 ottobre 1935   | Clement Attlee                                   | Laburista    |                                                  | Harry Snell, I barone Snell               |                                                  |                                         |
| 22 maggio 1940    | Hastings Lees-Smith                              | Laburista    |                                                  | Christopher Addison, I visconte Addison   |                                                  |                                         |
| 21 gennaio 1942   | Frederick Pethick-Lawrence                       | Laburista    |                                                  | Christopher Addison, I visconte Addison   |                                                  |                                         |
| febbraio 1942     | Arthur Greenwood                                 | Laburista    |                                                  | Christopher Addison, I visconte Addison   |                                                  |                                         |
| 23 maggio 1945    | Clement Attlee                                   | Laburista    |                                                  | Christopher Addison, I visconte Addison   |                                                  |                                         |
| 26 luglio 1945    |                                                  | Conservatore | Winston Churchill                                |                                           | Robert Gascoyne-Cecil, V marchese di Salisbury   |                                         |
| 26 ottobre 1951   |                                                  | Laburista    | Clement Attlee                                   |                                           | Christopher Addison, I visconte Addison          |                                         |
| 1952              | Conte William Jowitt                             | Laburista    | Clement Attlee                                   |                                           |                                                  |                                         |
| novembre 1955     | Conte William Jowitt                             | Laburista    | Herbert Morrison                                 |                                           |                                                  |                                         |
| 14 dicembre 1955  | Hugh Gaitskell                                   | Laburista    |                                                  | Visconte A. V. Alexander                  |                                                  |                                         |
| 18 gennaio 1963   | George Brown                                     | Laburista    |                                                  | Visconte A. V. Alexander                  |                                                  |                                         |
| 14 febbraio 1963  | Harold Wilson                                    | Laburista    |                                                  | Visconte A. V. Alexander                  |                                                  |                                         |
| 16 ottobre 1964   |                                                  | Conservatore | Sir Alec Douglas-Home                            |                                           | Peter Carington, VI barone Carrington            |                                         |
| 28 luglio 1965    | Edward Heath                                     | Conservatore |                                                  |                                           | Peter Carington, VI barone Carrington            |                                         |
| 19 giugno 1970    |                                                  | Laburista    | Harold Wilson                                    |                                           | Edward Shackleton, barone Shackleton             |                                         |
| 4 marzo 1974      |                                                  | Conservatore | Edward Heath                                     |                                           | Peter Carington, VI barone Carrington            |                                         |
| 11 febbraio 1975  | Margaret Thatcher                                | Conservatore |                                                  |                                           | Peter Carington, VI barone Carrington            |                                         |
| 4 maggio 1979     |                                                  | Laburista    | James Callaghan                                  |                                           | Fred Peart, barone Peart                         |                                         |
| 10 novembre 1980  | Michael Foot                                     | Laburista    |                                                  |                                           | Fred Peart, barone Peart                         |                                         |
| 1982              | Michael Foot                                     | Laburista    | Cledwyn Hughes, barone Cledwyn di Penrhos        |                                           |                                                  |                                         |
| 2 ottobre 1983    | Neil Kinnock                                     | Laburista    | Cledwyn Hughes, barone Cledwyn di Penrhos        |                                           |                                                  |                                         |
| 18 luglio 1992    | John Smith                                       | Laburista    |                                                  | Lord Ivor Richard                         |                                                  |                                         |
| 12 maggio 1994    | Margaret Beckett                                 | Laburista    |                                                  | Lord Ivor Richard                         |                                                  |                                         |
| 21 luglio 1994    | Tony Blair                                       | Laburista    |                                                  | Lord Ivor Richard                         |                                                  |                                         |
| 2 maggio 1997     |                                                  | Conservatore | John Major                                       |                                           | Robert Gascoyne-Cecil, VII marchese di Salisbury |                                         |
| 19 giugno 1997    | William Hague                                    | Conservatore |                                                  |                                           | Robert Gascoyne-Cecil, VII marchese di Salisbury |                                         |
| 2 dicembre 1998   | William Hague                                    | Conservatore | Thomas Galbraith, II barone Strathclyde          |                                           |                                                  |                                         |
| 18 settembre 2001 | Iain Duncan Smith                                | Conservatore | Thomas Galbraith, II barone Strathclyde          |                                           |                                                  |                                         |
| 6 novembre 2003   | Lord Michael Howard                              | Conservatore | Thomas Galbraith, II barone Strathclyde          |                                           |                                                  |                                         |
| 6 dicembre 2005   | David Cameron                                    | Conservatore | Thomas Galbraith, II barone Strathclyde          |                                           |                                                  |                                         |
| 11 maggio 2010    |                                                  | Laburista    | Harriet Harman                                   |                                           | Janet Royall, baronessa Royall di Blaisdon       |                                         |
| 25 settembre 2010 | Ed Miliband                                      | Laburista    |                                                  |                                           | Janet Royall, baronessa Royall di Blaisdon       |                                         |
| 8 maggio 2015     | Harriet Harman                                   | Laburista    |                                                  |                                           | Janet Royall, baronessa Royall di Blaisdon       |                                         |
| 27 maggio 2015    | Harriet Harman                                   | Laburista    | Angela Smith, baronessa Smith di Basildon        |                                           |                                                  |                                         |
| 12 settembre 2015 | Jeremy Corbyn                                    | Laburista    | Angela Smith, baronessa Smith di Basildon        |                                           |                                                  |                                         |
| 4 aprile 2020     | Keir Starmer                                     | Laburista    | Angela Smith, baronessa Smith di Basildon        |                                           |                                                  |                                         |
| 8 luglio 2024     |                                                  | Conservatore | Rishi Sunak                                      |                                           | Nicholas True, barone True                       |                                         |